# یاگو فرناندز
یاگو فرناندز (انگلیسی: Yago Fernández؛ زادهٔ ۵ ژانویهٔ ۱۹۸۸) بازیکن فوتبال اهل پرتغال است.
از باشگاه‌هایی که در آن بازی کرده‌است می‌توان به ژیرونا، آ.ا. ک آتن، شاختار قراغندی، مالمو، اسپانیول بی، هکن، و ژیل ویسنته اشاره کرد.
وی همچنین در تیم‌های ملی فوتبال زیر ۱۶ سال، زیر ۱۷ سال، زیر ۱۸ سال، زیر ۱۹ سال، و زیر ۲۰ سال پرتغال بازی کرده‌است.